# 桂林航天工业学院
桂林航天工业学院位于中国广西桂林市尧山风景区内，创建于1979年，曾隶属第七机械工业部，后转隶航空航天部、航空航天工业部、中国航天工业总公司，1999年4月起隶属广西壮族自治区。该校是一所以工学为主，以管理学、人文科学和社会科学等为辅的工程本科院校。校名由原国防部部长张爱萍题写。
该校面向全国24个省级行政区招生，目前有全日制在校学生1.9万余人；教职员工1200余人，专任教师共计868人，其中具有高级职称者共计356人，具有研究生学历者共计778人，其中博士130人。该校现设有16个教学单位，开设36个本科专业、9个高职高专专业。

## 院系设置
- 管理学院
- 航空服务与旅游管理学院
- 电子信息与自动化学院(人工智能学院)
- 机电工程学院
- 计算机科学与工程学院
- 汽车工程学院
- 外语外贸学院
- 能源与建筑环境学院
- 传媒与艺术设计学院
- 马克思主义学院
- 理学院
- 航空宇航学院
- 继续教育学院
- 国际教育学院
- 体育部
- 工程综合训练中心